# Благовещенский собор (Благовещенск, на Рёлочном)
Собор Благовещения Пресвятой Богородицы — православный храм в городе Благовещенске Амурской области, кафедральный собор Благовещенской епархии Русской православной церкви. 7 апреля — престольный праздник Благовещение Пресвятой Богородицы. Строился с 1997 года при архиепископе Гаврииле (Стеблюченко). Освящён в 2003 году.
С 2023 года находится на территории выявленного объекта культурного наследия «Достопримечательное место Переулок Рёлочный» — зоны ценной исторической и современной застроек на участке между улицами Комсомольская и Мухина.

## История строительства и описание
С 1947 года в здании бывшего костёла совершались богослужения Русской православной церкви, так как все крупные церкви города после революции были уничтожены. В 1994 году католический храм, в котором проходили православные богослужения, стал кафедральным собором Благовещенской епархии, восстановленной в 1993 году. Новый кафедральный собор Благовещения Пресвятой Богородицы был заложен в 1997 году и возводился в течение шести лет при архиепископе Гаврииле (Стеблюченко). Собор был построен на месте двух разрушенных церквей: первого храма Благовещенска — Свято-Никольской церкви и церкви Покрова Божией Матери.
После хлопот владыки Гавриила начали подыскивать место под кафедральный собор. Под него отдали место на Рёлочном переулке рядом со снесённой в советские времена церковью Покрова Пресвятой Богородицы. Собор стоит не совсем на историческом месте, а между бывшей Покровской и Никольской церквями. На фундаменте Покровского собора после его разрушения построили здание Госбанка, ныне здесь размещён банковский архив. Воссоздать исторический Покровский храм не было возможности.
В праздник Сретения Господня — 15 февраля 1997 года, в районе перекрёстка улицы Комсомольской (бывшей Никольской) и Рёлочного переулка, состоялось освящение места под строительство храма. На месте строительства в 1998 году были произведены археологические раскопки. Были найдены предметы быта и утвари, и захоронения: первого священника Амурской области протоиерея Александра Сизого, военного доктора Михаила Давыдова и неизвестных мужчины и женщины. Их останки перезахоронили в 2002 году у апсиды новопостроенного храма (до 2002 года останки хранились в областном краеведческом музее).
Строительные работы осуществляла компания «Благовещенскстрой». Купола собора отливались на судостроительном заводе и доставлялись по реке Зее.
Соборное место является историческим — здесь в 1857 году, на возвышенном месте (рёлке), казаки-первопроходцы построили первый дом города — Свято-Никольскую церковь, а рядом в 1879 году появилась первая каменная церковь — Покрова Божией Матери. 
Именно по образцу этой Покровской церкви был построен новый Благовещенский кафедральный собор. Археологами было обнаружено также старое кирпичное основание флагштока. На этом месте установлена стальная мачта, на которой реет российский флаг — в память о государственном флаге Российской империи, установленном генерал-губернатором Восточной Сибири Н. Н. Муравьёвым и архиепископом Камчатским, Курильским и Алеутским Иннокентием (Вениаминовым) в честь присоединения Дальнего Востока к Российскому государству.
Трёхпрестольный собор в плане имеет крестообразный вид. Главный алтарь посвящён Благовещению Пресвятой Богородицы. Два придела: правый — в честь святителя Николая-чудотворца, левый — в честь святителя Иннокентия (Вениаминова). Храм увенчан семью золочёными куполами и восьмой позолоченный купол вершит колокольню. Масса самого большого колокола — 1280 кг, диаметр 1,2 м. Высота главного купола до основания креста 38,85 м, высота колокольни — 32,5 м. Вместимость храма — 540 человек молящихся. В цокольном помещении устроен баптистерий с бассейном для совершения таинства крещения с полным погружением взрослых.

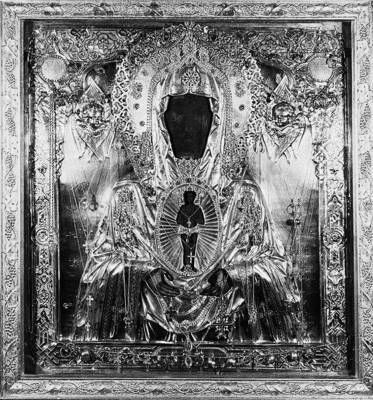
Икона Божией Матери «Слово плоть бысть» Албазинская

8 июня 2003 года было совершено освящение собора архиепископом Гавриилом (Стеблюченко). С октября 2003 года в храме на постоянной основе находится Святыня Дальнего Востока России Албазинская Икона Божией Матери «Слово плоть бысть»
В 2009 году у собора был установлен памятник основателю города — генерал-губернатору Восточной Сибири графу Николаю Муравьёву-Амурскому и первому архиепископу Камчатскому, Курильскому и Благовещенскому святителю Иннокентию (Вениаминову). В 2012 году собор был поновлён и украшен новыми иконами. Албазинская икона Божией Матери была перенесена в отдельный придел. В 2015 году для увеличения вместимости храма к входу в него был пристроен новый застеклённый притвор.
В 2016 году разразился скандал из-за организации платного посещения действующего храма группами китайских туристов. Епархия взымала с них по 200 рублей с человека, а поток составлял до 12 групп в день. В ответ епархия оправдывалась, что китайским туристам не важна религиозная сторона экскурсий, а нужны только фото. Соблюдать тишину внутри им сложно. Поэтому их организованно пускали во двор храма для фотосессий, а деньги брали в форме лишь пожертвований. Для китайцев желающих поучаствовать в богослужении вход, по утверждению епархии, бесплатный.
В 2023 году два квартала на переулке Рёлочный, где доминантой является Благовещенский собор с прилегающей исторической застройкой включены в перечень выявленных объектов культурного наследия. На базе Рёлочного планируется создать историко-туристического кластер. В этой целостной архитектурной зоне два строения собора фигурируют как «ценная современная застройка» .